# Victor Lobo Escolar
Victor Lobo Escolar (* 19. November 1979) ist ein spanischer Biathlet und Wintertriathlet.
Victor Lobo Escolar startet für Stadium Casablanca. Er hat an der Universität Lleida einen Abschluss in Forstwirtschaft erworben, an den Universitäten Kassel und Saragossa in Hybrid-Systemen und Erneuerbaren Energien. Er bestritt seine ersten Rennen als Skilangläufer im Rahmen von FIS-Rennen. 2005 gewann er bei den Europameisterschaften in Freudenstadt die Bronzemedaille und war Fünfter der Weltrangliste. 2008 wurde er bei den spanischen Meisterschaften im Skilanglauf Zehnter über 10 Kilometer Freistil. Im selben Jahr wurde er zu Aragoniens Sportler des Jahres. Von 2004 bis 2010 war er jedes Jahr spanischer Meister im Wintertriathlon. 2003 bis 2007 war er Trainer des Club Casablanca in Saragossa und der Aragón Ski Federation. Seit 2012 ist er als Biathlet aktiv. Zu Beginn der Saison debütierte er in Idre bei zwei Sprintrennen im IBU-Cup und wurde 113. sowie 107. In Beitostølen schaffte er es wenig später als 84. eines Einzels eine Platzierung unter den besten 100. In Otepää verpasste er als 41. mit seinem bislang besten Resultat nur um einen Platz die Punkteränge. Höhepunkt der bisherigen Karriere wurde die Teilnahme an den Weltmeisterschaften 2013 in Nové Město na Moravě, wo er 94. des Einzels, 120. des Sprints und mit Samuel Pulido Serrano, Manuel Fernández Musso und Pedro Quintana Arias 29. mit der überrundeten spanischen Staffel wurde.

## Biathlon-Weltcup-Platzierungen
Die Tabelle zeigt alle Platzierungen (je nach Austragungsjahr einschließlich Olympische Spiele und Weltmeisterschaften).
- 1.–3. Platz: Anzahl der Podiumsplatzierungen
- Top 10: Anzahl der Platzierungen unter den ersten zehn (einschließlich Podium)
- Punkteränge: Anzahl der Platzierungen innerhalb der Punkteränge (einschließlich Podium und Top 10)
- Starts: Anzahl gelaufener Rennen in der jeweiligen Disziplin
- Staffel: inklusive Mixed- und Single-Mixed-Staffeln

| Platzierung         | Einzel | Sprint | Verfolgung | Massenstart | Staffel | Gesamt |
| ------------------- | ------ | ------ | ---------- | ----------- | ------- | ------ |
| 1. Platz            |        |        |            |             |         |        |
| 2. Platz            |        |        |            |             |         |        |
| 3. Platz            |        |        |            |             |         |        |
| Top 10              |        |        |            |             |         |        |
| Punkteränge         |        |        |            |             | 1       | 1      |
| Starts              | 3      | 10     |            |             | 1       | 14     |
| Stand: Karriereende |        |        |            |             |         |        |